# Subway to Sally
Subway to Sally ist eine 1992 gegründete Band aus Potsdam und Umgebung, erst mit Folk-, später auch mit Metaleinflüssen. Auf dem ersten Album befinden sich noch viele englischsprachige Texte, später kamen lateinische und auch gälische hinzu. Inzwischen verwendet die Band fast ausschließlich deutschsprachige Texte.

## Bandname
Der Name rührt von einem der ersten Lieder der Band, Down the Line, her, bei dem es um eine weibliche Person namens Sally geht, die als Metapher für das Lebensziel steht. Sally wird im Lied als helles Licht am Ende eines langen Tunnels beschrieben.

## Geschichte

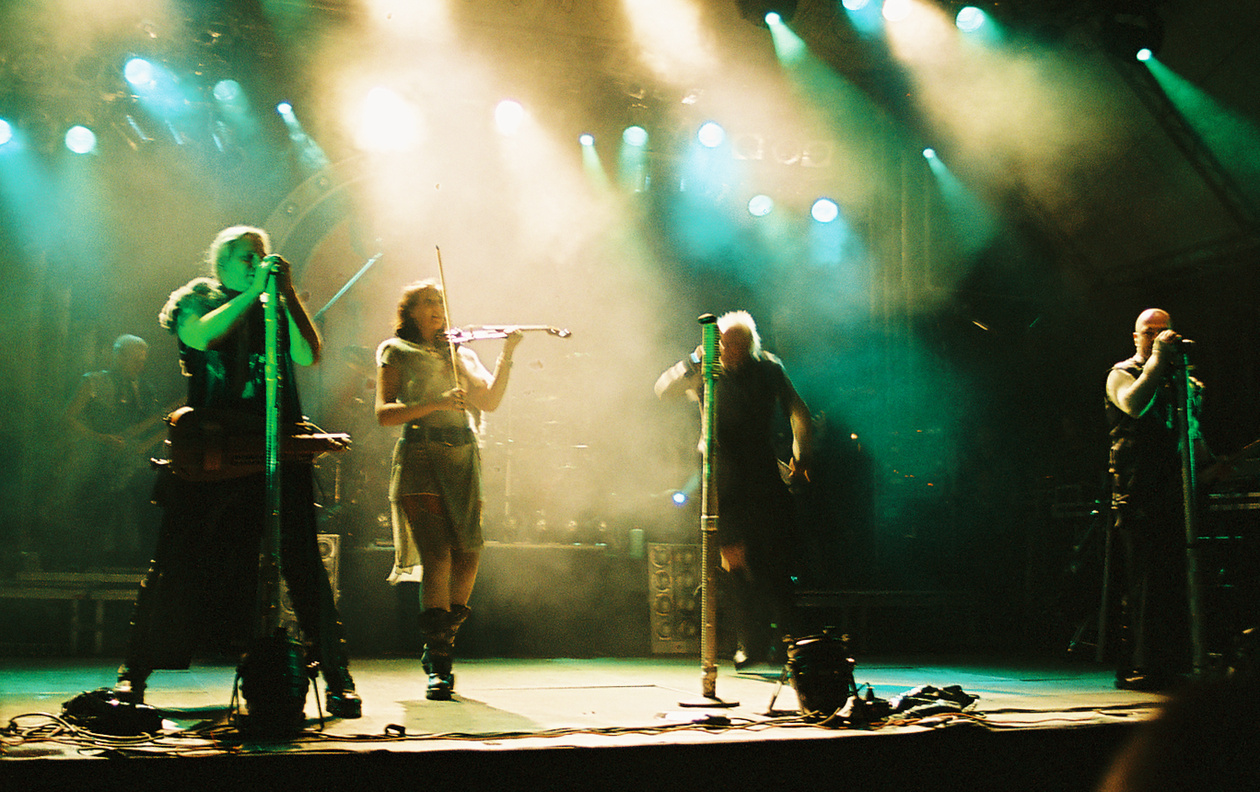
Subway to Sally beim Sundstock Open Air 2005

Simon Levko („Simon“) und Michael Boden („Bodenski“) kannten sich bereits seit 1980 aus der Schule. Dort gründeten sie zusammen mit zwei weiteren Mitschülern die Schülerband Zweieck. Während Bodenski bei der NVA Wehrdienst leistete, war die Gruppe nicht vollständig. Nach seiner Rückkehr wollten die beiden anderen Mitglieder die Band nicht mehr reaktivieren. Simon und Bodenski trafen nun auf Ingo Hampf, Silvio Runge („Sugar Ray“) und Guido, die in einer Band namens Katzengold spielten. Simon, Bodenski, Silvio und Guido gründeten zusammen Bodenski Beat. Ingo, der zu dieser Zeit bei der NVA war, kam später wieder hinzu.
1990 beschlossen die fünf, ein oder zwei Folkmusiker zu engagieren. Das Projekt nannten sie Subway to Sally. Sie nahmen die Geigerin Silke Volland („Frau Schmitt“) und die Trompeterin Coni auf. Am 15. September 1990 gaben sie ihr erstes Konzert. Coni verließ die Band nach kurzer Zeit, da sie schwanger war. Später kam Erik-Uwe Hecht („Eric Fish“) als Sackpfeifer hinzu, der seit dem zweiten Album auch der Hauptsänger ist. Dieser war zuvor bereits Sänger der Folk-Rock-Band Catriona, aus deren Liederrepertoire Subway to Sally u. a. die Lieder Cromdale und Horo übernahmen.
Die Entwicklung vom ersten Album Album 1994 zu Engelskrieger ist erheblich. Bereits seit MCMXCV gibt es neben einem englisch-betitelten Instrumentalstück keine englischen Liedtexte mehr; eine Ausnahme stellt das Lied Syrah vom Album Bannkreis dar, in dem als Zwischenteil die ersten beiden Strophen des Liedes Flow My Tears von John Dowland verwendet werden. Seit dem Album Engelskrieger traten elektronische Instrumente in den Vordergrund. Auf dem Album Nord Nord Ost scheint wieder ein gewisser Wandel eingetreten zu sein. Nach dem Wechsel von Universal zu Nuclear Blast kehrten Subway to Sally wieder ein Stück weit zu den Wurzeln zurück. Nord Nord Ost stellte bis 2011 den größten kommerziellen Erfolg der Band dar. Das Album stieg in der ersten Woche nach Veröffentlichung auf Platz 5 der offiziellen Media-Control-Albumcharts ein.
Zu ihrer erfolgreichen Akustiktour veröffentlichten sie Mitte November eine Live-CD bzw. -DVD, Nackt, auf der auch viel Bonusmaterial zu finden ist. Für die DVD wurde der Band im Jahr 2008 die Goldene Schallplatte verliehen. Unterstützt wurde sie bei der Nackt-Tour von B. Deutung, ein ehemaliges Mitglied der Folk-/Punkrockband The Inchtabokatables, der sie am Cello verstärkte. Die Nackt-Tour wurde im April 2007 aufgrund des großen Erfolges mit der Zugabetour Nackt – Teil 2 fortgesetzt, die dieselben Lieder beinhaltete.
Das Studioalbum Bastard ist am 19. Oktober 2007 bei Nuclear Blast erschienen. Das Album wurde vom Musikmagazin Metal Hammer zum Album des Monats November 2007 gewählt. Mit Meine Seele brennt und Auf Kiel spielte die Band bereits vor der Veröffentlichung zwei Stücke aus dem Album auf verschiedenen Festivals. Einige Tage vor dem Erscheinen des Albums wurden auf der offiziellen Homepage die Songtexte und kurze Musikausschnitte von allen Tracks der CD veröffentlicht. Am 28. September 2007 veröffentlichten sie die erste Singleauskopplung zum kommenden Album, eine Doppel-A-Seiten-Single, die mit den Namen der beinhaltenden Songs betitelt wird: Umbra / Tanz auf dem Vulkan; sie ist ausschließlich online erhältlich. Am 28. Dezember 2007 wurde in Dresden im Alten Schlachthof ein Konzert der Bastard-Tour aufgenommen, das im September 2008 als DVD mit dem Namen Schlachthof erschien.
Die Band trat am 14. Februar 2008 für das Bundesland Brandenburg beim Bundesvision Song Contest in Hannover an. Sie belegten mit dem auf Bastard veröffentlichten Song Auf Kiel den 1. Platz. Unabhängig vom Plattenlabel veröffentlichte die Band am 4. März eine Compilation der beiden Erfolgsalben Herzblut und Engelskrieger.
Ende Januar 2009 entschied ihr Plattenlabel Nuclear Blast wegen des kommerziellen Erfolges des Covers ihres Songs Eisblumen durch die Band Eisblume, das Original als unabhängige Online-Single noch einmal zu veröffentlichen. Dazu wurde auf Youtube ein Video aus dem Konzertmitschnitt der Schlachthof-DVD veröffentlicht, das mit dem Ton der originalen Studioversion untermalt wurde.
Das Album Kreuzfeuer erschien am 27. März 2009. In der traditionellen Weihnachtstournee wurde bereits das Stück Besser Du Rennst daraus gespielt. Dieses wurde am 6. März 2009 als Single veröffentlicht. Einige Tage vor dem Erscheinen des Albums wurden auf der offiziellen Homepage, wie bereits beim Album Bastard, kurze Musikausschnitte von allen Tracks der CD veröffentlicht. Die Band setzt auf diesem Album ihre musikalische Entwicklung konsequent fort und lässt damit die traditionellen Instrumente weiter in den Hintergrund rücken. In einer ersten Rezension heißt es:

„Die Riffs und Melodien wirken allesamt durchdacht und gehen dem Hörer direkt ins Ohr, allerdings fokussiert sich die Band stark auf die Rock-Elemente ihrer Musik – und vernachlässigt die traditionelle Instrumentierung mehr denn je.“

Am 24. April 2009 veröffentlichte die Band eine Compilation des Live-Albums Schrei! und der Subway To Sally Live-DVD unter dem Namen Schrei! / Engelskrieger in Berlin. Am 16. April startete die Band ihre landesweite Kreuzfeuertour im Bielefelder Ringlokschuppen, die am 8. August mit einem Auftritt auf dem M’era Luna Festival in Hildesheim ihr Ende fand. Als Vorband agierten über die gesamte Tournee Mono Inc. Vom 20. Oktober bis zum 31. Oktober tourte die Band durch China und spielte unter anderem in Peking und Wuhan.
Mit der Gründung des eigenen Sublabels STS Entertainment unter Universal Music 2010 beendete man die Zusammenarbeit mit Nuclear Blast und gründete mit dem Great Hall Studio in Ebermannstadt außerdem ein eigenes Studio, in dem Simon Michael nun hauptverantwortlich als Produzent für alle folgenden Veröffentlichungen agiert. Im April und Mai 2010 gingen Subway to Sally ein zweites Mal auf Akustiktour. Die Tour lief unter dem Namen Nackt II. Am 29. April wurde das Programm der Tour bei einem Konzert im Stuttgarter Theaterhaus aufgezeichnet. Die DVD dazu erschien am 22. Oktober und lief zuvor in mehreren Kinos, wobei die Band bei allen Vorstellungen anwesend war. Zu dieser Tour konnten die Fans abstimmen, welche Songs sie auf dieser Tour live sehen wollten, dabei sollte allerdings kein Song der ersten Tour vorgeschlagen werden. Die Band komponierte so für diese Tour ein paar Stücke um und spielte die bis dahin unveröffentlichten und extra für diese Tour komponierten Stücke Spielmann und Bruder. Erneut wurde die Band bei der Tour vom Cellisten B. Deutung begleitet, zusätzlich unterstützte die Perkussionistin Nora Thiele die Band.
Das nächste Album der Band Schwarz in Schwarz erschien am 23. September 2011 und errang Platz 4 der offiziellen Media-Control-Albumcharts, wodurch es zum bislang erfolgreichsten Album der Band wurde. Laut Reviews des Metal Hammers gehe dieses Album musikalisch in Richtung früherer Alben wie Hochzeit und sei sehr abwechslungsreich. Auf dem Wacken Open Air 2011 spielte die Band mit Das schwarze Meer erstmals eines der Stücke des damals noch nicht veröffentlichten Albums, das laut Bodenski „eine Liebeserklärung an die schwarze Szene“ darstellen soll.
Im Oktober 2012 wurde die offizielle Bandbiographie Unsterblich, die von Bodenski und Eric Fish zusammengestellt wurde, im Verlag Nicole Schmenk herausgegeben.
Am 14. März 2014 erschien das nächste Album mit dem Namen Mitgift – Mördergeschichten. Im Rahmen der Eisheiligen Nächte 2013 wurde mit Schwarze Seide bereits ein Song des kommenden Albums uraufgeführt. Zu diesem wurde schließlich auch Ende Februar ein Musikvideo veröffentlicht. Die Band wollte stilistisch erneut etwas Neues ausprobieren und experimentierte mit Dubstep-Elementen, ohne den typischen Klang der Band vernachlässigen zu wollen.
Im März und April 2016 absolvierte die Band ihre dritte Akustik-Tour, diesmal unter dem Namen NEON-Ekustik Tour, wobei NEON für Neo-Nackt steht und die Band diesmal eine Akustik-Aufführung mit elektronischen Elementen kombinierte. Dabei wurden sie von Johannes Schlump (auch bekannt als ‚Cop Dickie‘) als sogenannten „Soundperformer“, der für die elektronischen Elemente zuständig war, unterstützt. Schlump hatte bereits an dem Album Mitgift – Mördergeschichten mitgewirkt.
Während der Festivalsaison 2016 nahm sich Frau Schmitt zunächst eine Auszeit und wurde von Ally Storch vertreten. Am 1. November 2016 verkündete Frau Schmitt im Rahmen des Newsletters ihrer offiziellen Webpräsenz, dass sie nicht mehr in die Reihen von Subway to Sally zurückkehren werde. Der genaue Wortlaut von Frau Schmitt lautet: „Zu den Gründen kann und will ich mich nicht eingehend äussern, das bleibt intern“. Am 20. November erfolgte die offizielle Stellungnahme seitens der Band sowie die Ankündigung, dass Ally Storch anstelle von Frau Schmitt festes Bandmitglied ist.
Im März 2019 wurde ihr Album Hey! veröffentlicht. Im Dezember 2018 erschien mit Königin der Käfer die erste Single daraus und mit Imperator Rex Graecorum wurde ein weiterer Song vor Veröffentlichung bei den Eisheiligen Nächten uraufgeführt.

## Stil
Texter Bodenski, studierter Germanist und Teilnehmer der Celler Schule, setzt seit dem Album MCMXCV auf deutsche, teils altertümlich wirkende Texte, die reich an Metaphern sind. Gepaart mit den Inhalten früherer Alben, in denen kleine Hexen nach François Villon, mystische Schwestern, Vagabunden und andere verwegene Gestalten vorkamen, entstand schnell der Stempel Mittelalter-Rock. Doch in Interviews wehrte sich die Band dagegen und deutete auf die Folkvergangenheit. Die für den Mittelalter-Rock typische Marktsackpfeife findet bei Subway to Sally keine Verwendung. Stattdessen kommen des Öfteren dem Folk zugerechnete Instrumente wie Violine, akustische Gitarre und Great Highland Bagpipe zum Einsatz. Allerdings lässt sich die Band auch nicht dem Genre des Folk Metal zuordnen, weil sie keinen eindeutigen Bezug zur Folklore bestimmter Kulturen nimmt. Im Allgemeinen wird die Band deshalb dem Mittelalter-Rock zugerechnet.
Nach den ersten, von der Folkmusik beeinflussten Jahren schlug Subway to Sally 1999 mit Hochzeit deutlich härtere Saiten als bisher an. Mit dem Album Engelskrieger drang die Band im Jahr 2003 vollends ins Gegenwärtige vor, Bodenski thematisierte überwiegend Missstände der heutigen Zeit, und traditionelle Instrumentierungen rückten weit in den Hintergrund. Bereits ein Jahr später erfolgte mit Nord Nord Ost eine Rückkehr zu traditionellerem Stil.

## Eisheilige Nächte
Traditionell gab die Band jedes Jahr am 30. Dezember ein Jahresabschlusskonzert im Potsdamer Lindenpark. Mit der Zeit erwies sich der dortige Saal aber als zu klein. Die Konzerte waren regelmäßig schon Monate vorher ausverkauft. 2009 fand das Konzert daher erstmals unter dem Namen Eisheilige Nacht in der Metropolis-Halle im Filmpark Babelsberg statt. Daraus wurde ein jährliches Festival mit mehreren teils hochkarätigen Vorbands, das in mehreren Städten veranstaltet wird.
Bei der Weihnachtstour 2011 gab es erstmals auch ein Konzert in Österreich. Die Band trat in diesem Jahr mit wechselnden Gästen je nach Veranstaltungsort auf. Im Jahr 2012 bestand die Festivaltour aus Konzerten in deutschen Städten und einem in der Schweiz. Da Subway to Sally in diesem Jahr ihr 20-jähriges Jubiläum feierten, spielten sie auf diesen Konzerten zweimal auf, einmal das zu dem Zeitpunkt aktuelle Programm sowie eine ältere Setlist, die nur Lieder der ersten drei Alben enthielt.
| Jahr | Gastbands                                                        |
| ---- | ---------------------------------------------------------------- |
| 2009 | Letzte Instanz, Omega Lithium, Zeraphine                         |
| 2010 | Dunkelschön, Letzte Instanz, Mono Inc., Saltatio Mortis          |
| 2011 | Feuerschwanz, Fiddler’s Green, Letzte Instanz, Megaherz, Tanzwut |
| 2012 | Die Apokalyptischen Reiter, Fejd, Russkaja                       |
| 2013 | Lordi, Lord of the Lost, Korpiklaani                             |
| 2014 | Heldmaschine, Saltatio Mortis, Unzucht                           |
| 2015 | Fiddler’s Green, Letzte Instanz, Versengold                      |
| 2016 | Lord of the Lost, Eluveitie, Vroudenspil                         |
| 2017 | Feuerschwanz, Mono Inc., Mr. Hurley & Die Pulveraffen            |
| 2018 | Paddy and the Rats, Russkaja, Versengold                         |
| 2019 | Fiddler’s Green, Knasterbart, Vogelfrey                          |
| 2022 | Mr. Irish Bastard, Tanzwut, Mr. Hurley & Die Pulveraffen         |
| 2023 | Fiddler’s Green, Letzte Instanz, Manntra                         |
| 2024 | Warkings, The O’Reillys and the Paddyhats, Harpyie               |
| 2025 | Schandmaul, Haggefugg, Kupfergold                                |

## Bannkreis
Im Jahr 2017 begründeten Eric Fish, Ingo Hampf, Bodenski und Simon Michael gemeinsam mit der Sängerin Johanna Krins ihr neues Projekt Bannkreis, welches für das Wacken Open Air 2018 bestätigt wurde. Die erste Veröffentlichung von Bannkreis ist das Lied Doch ich weiß es, das zusammen mit der Band Santiano eingespielt wurde und auf dem Santiano-Album Im Auge des Sturms erschienen ist. Das Debütalbum Sakrament erreichte Platz 20 der deutschen Charts.

## Diskografie
Studioalben

| Jahr | Titel Musiklabel Katalog-Nr. Produzent(en)                                                         | Höchstplatzierung, Gesamtwochen, AuszeichnungChartplatzierungen (Jahr, Titel, Musiklabel Katalog-Nr. / Produzent[en], Platzierungen, Wochen, Auszeichnungen, Anmerkungen) | Höchstplatzierung, Gesamtwochen, AuszeichnungChartplatzierungen (Jahr, Titel, Musiklabel Katalog-Nr. / Produzent[en], Platzierungen, Wochen, Auszeichnungen, Anmerkungen) | Höchstplatzierung, Gesamtwochen, AuszeichnungChartplatzierungen (Jahr, Titel, Musiklabel Katalog-Nr. / Produzent[en], Platzierungen, Wochen, Auszeichnungen, Anmerkungen) | Anmerkungen |
| Jahr | Titel Musiklabel Katalog-Nr. Produzent(en)                                                         | DE | AT | CH | Anmerkungen |
| ---- | -------------------------------------------------------------------------------------------------- | --- | --- | --- | --- |
| 1993 | Subway to Sally Eigenvertrieb Jörg Kühn                                                            | — | — | — | Erstveröffentlichung: 1993 Demo-Album mit acht Liedern; Format: MC                                                |
| 1994 | Album 1994 / Cromdale Costbar CLCD-6305 Frank Babrikowski                                          | — | — | — | Erstveröffentlichung: 9. Januar 1994 Re-Release 2004 als LP EAN: 0718751192829; Format: CD, LP                    |
| 1995 | MCMXCV Stars In The Dark (Vielklang Musikverlag) EFA 03207-2 Sven Regener                          | — | — | — | Erstveröffentlichung: 3. März 1995 EAN: 0718750320728; Format: CD, CDR                                            |
| 1996 | Foppt den Dämon! Red Rooster (BMG Ariola) Sven Regener                                             | — | — | — | Erstveröffentlichung: 15. April 1996 EAN: 743213596525; Format: CD                                                |
| 1997 | Bannkreis BMG Ariola Ekkehardt Strauhs, Ronald Prent                                               | DE47 (2 Wo.)DE | — | — | Erstveröffentlichung: 1. September 1997 EAN: 743214917121; Format: CD                                             |
| 1999 | Hochzeit BMG Ariola Georg Kaleve, Ingo Hampf                                                       | DE29 (7 Wo.)DE | — | — | Erstveröffentlichung: 1. März 1999 EAN: 743216146826; Format: CD                                                  |
| 2001 | Herzblut Megalux (Island Records) 548 545-2 Georg Kaleve                                           | DE15 (5 Wo.)DE | AT71 (1 Wo.)AT | — | Erstveröffentlichung: 2. April 2001 Re-Release 2010 via Metal Blade Records EAN: 724381063729; Format: CD, LP     |
| 2003 | Engelskrieger Motor Music (Universal Music) 077 103-2 Aino Laos, Ralph Quick                       | DE9 (5 Wo.)DE | — | — | Erstveröffentlichung: 10. März 2003 EAN: 039841445824; Format: CD                                                 |
| 2005 | Nord Nord Ost Nuclear Blast NB 1341-2, 27361 13412 Georg Kaleve, Ingo Hampf                        | DE5 (6 Wo.)DE | AT37 (3 Wo.)AT | — | Erstveröffentlichung: 22. August 2005 EAN: 727361134129; Format: CD, DD, DVD-V                                    |
| 2007 | Bastard Nuclear Blast NB 1934-0, 27361 19340 Georg Kaleve                                          | DE7 (7 Wo.)DE | AT38 (2 Wo.)AT | — | Erstveröffentlichung: 19. Oktober 2007 EAN: 727361193409; Format: CD, CDR, LP                                     |
| 2009 | Kreuzfeuer Nuclear Blast NB 2300-2, 27361 23002 Fabio Trentini                                     | DE5 (7 Wo.)DE | AT33 (3 Wo.)AT | CH90 (1 Wo.)CH | Erstveröffentlichung: 27. März 2009 EAN: 727361230029; Format: CD, CD+DVD, LP                                     |
| 2011 | Schwarz in Schwarz StS Entertainment (Universal Music) STS 1062 Ingo Hampf, Simon Michael          | DE4 (6 Wo.)DE | AT31 (2 Wo.)AT | — | Erstveröffentlichung: 23. September 2011 LP-Veröffentlichung via Nuclear-Blast EAN: 060254739529; Format: CD, 2LP |
| 2014 | Mitgift – Mördergeschichten StS Entertainment (Universal Music) STS 1090 Ingo Hampf, Simon Michael | DE5 (6 Wo.)DE | AT17 (2 Wo.)AT | CH52 (1 Wo.)CH | Erstveröffentlichung: 14. März 2014 EAN: 4260219290388; Format: CD, CD+DVD                                        |
| 2019 | Hey! StS Entertainment (Universal Music) STS 1111/2 Ingo Hampf, Simon Michael                      | DE5 (6 Wo.)DE | AT31 (1 Wo.)AT | CH49 (1 Wo.)CH | Erstveröffentlichung: 8. März 2019 EAN: 4260219290616; Format: CD, CD+DVD, CD+12"                                 |
| 2023 | Himmelfahrt Napalm Records NPR1009 Ingo Hampf, Simon Michael                                       | DE5 (4 Wo.)DE | AT22 (1 Wo.)AT | — | Erstveröffentlichung: 24. März 2023 EAN: 840588175314; Format: CD, 2CD, LP                                        |
| 2024 | Post Mortem Napalm Records                                                                         | DE7 (2 Wo.)DE | AT69 (1 Wo.)AT | — | Erstveröffentlichung: 20. Dezember 2024 Format: CD, 2CD, LP                                                       |

## Bibliografie
2008 ist der Comicband Storybook von Bodenski und Olivia Vieweg erschienen. Darin illustrieren verschiedene Comiczeichner Texte von Bodenski und Eric Fish. 2012 ist ein zweiter Band unter dem Titel Storybook 2 herausgekommen.
Am 23. Oktober 2012 ist die offizielle Band-Biografie Unsterblich veröffentlicht worden, die in erster Linie von den Band-Mitgliedern selbst verfasst worden ist.
2015 gab Sonic Seducer die limitierte Subway to Sally Chronik heraus. Darin befinden sich überarbeitete im Magazin Sonic Seducer während des Bestehens der Band erschienene Artikel über die Band sowie neues Fotomaterial.